# Llanos de Olivenza
Llanos de Olivenza – comarca w Hiszpanii, w Estremadurze. Okręg znajduje się w  prowincji Badajoz,  mieszka w nim 32 792 obywateli. Stolicą comarki jest Olivenza. Powierzchnia wynosi 1647,7 km².

## Gminy
Comarca dzieli się na 11 gmin i 6 podmiotów w ramach gmin:
- Alconchel
- Almendral
- Barcarrota
- Cheles
- Higuera de Vargas
- Nogales
- Olivenza
  - San Benito de la Contienda
  - San Francisco de Olivenza
  - San Jorge de Alor
  - San Rafael de Olivenza
  - Santo Domingo de Guzmán
  - Villarreal
- Táliga
- Torre de Miguel Sesmero
- Valverde de Leganés
- Villanueva del Fresno